# Falling Cat
Falling Cat er en fransk stumfilm fra 1894 af Étienne-Jules Marey.